# Tour de France 2011/16. Etappe
Die 16. Etappe der Tour de France 2011 am 19. Juli führte nach dem zweiten Ruhetag über 162,5 Kilometer von Saint-Paul-Trois-Châteaux nach Gap. Auf dieser Mittelgebirgsetappe gab es eine Sprintwertung sowie eine Bergwertung der 2. Kategorie. Wie zur letzten Etappe vor dem Ruhetag gingen noch 170 der 198 gemeldeten Fahrer an den Start.

## Rennverlauf
Unmittelbar nach dem Start kam es zu vielen Ausreißversuchen, doch keiner der Fahrer schaffte es, vorne zu bleiben. Das Feld unterband sämtliche Versuche, da zu viele Teams Interesse daran hatten, Ausreißer mit nach vorn zu schicken. In der ersten Rennstunde wurden auf diese Weise 51,4 km zurückgelegt. Besonders häufig zeigten sich unter anderem Sylvain Chavanel, David Millar, Rémy Di Gregorio, Juan Antonio Flecha und Arnold Jeannesson vorn. Im weiteren Verlauf gelang es zwar zum Teil mehreren und größeren Gruppen gleichzeitig, etwas länger vorn zu bleiben, doch wurde auch ihnen kein großer Abstand gewährt.
Erst nach etwa 91 Kilometern konnte sich langsam eine zehnköpfige Gruppe bilden und absetzen, die aus Thor Hushovd, Alan Pérez, Ryder Hesjedal, Edvald Boasson Hagen, Dries Devenyns, Andrij Hrywko, Jérémy Roy, Tony Martin, Michail Ignatjew und Marco Marcato bestand. Dahinter bildete sich eine Verfolgergruppe mit Bauke Mollema, Samuel Dumoulin und Fabrice Jeandesboz. Schnell erreichte die erste Gruppe einen Vorsprung von über sechs Minuten. Devenyns entschied vor Roy die Sprintwertung für sich. Die letzten beiden verbliebenen Punkteränge hinter den beiden Gruppen machten zwei Fahrer von ag2r La Mondiale unter sich aus. Die Verfolgergruppe fiel einige Zeit später wieder auseinander.
Der Russe Ignatiew setzte sich in der Abfahrt vor dem Anstieg zur einzigen Bergwertung, dem Col de la Manse, aus der Spitzengruppe etwas ab, Hushovd schloss die Lücke aber wieder. Am Berg attackierte der Russe wieder, diesmal verfolgt von Devenyns und Perez Lezaun, während Hrywko zurückfiel. Später fuhr Hesjedal an den Russen heran und überholte ihn. In der Zwischenzeit attackierte Alberto Contador aus dem Feld heraus, weitere Attacken anderer Fahrer folgten, was die Gruppe verkleinerte. Erneut attackierte Contador, dem anfangs Thomas Voeckler, dann Cadel Evans und später auch Samuel Sánchez folgten. Alle anderen, auch Andy und Fränk Schleck konnten nicht folgen. Diese Gruppe führte Jelle Vanendert an.
Währenddessen arbeiteten an der Spitze Boasson Hagen, Hushovd und Hesjedal, der die Bergwertung gewann, zusammen. In der Abfahrt setzte sich Boasson Hagen ab, der dann abwechselnd mit Hushovd dessen kanadischen Begleiter attackierte. Den Etappensieg konnte Hushovd im strömenden Regen vor seinem Landsmann erzielen. Als Vierter kam der Deutsche Tony Martin ins Ziel. Den elften Platz hinter der Gruppe erreichte Evans drei Sekunden vor Contador und Sánchez. In der nächsten Gruppe kamen Fränk Schleck und Voeckler mit 18 Sekunden Rückstand auf Contador ins Ziel. Ivan Basso kam mit einer weiteren Gruppe ins Ziel und verlor 51 Sekunden auf Contador. Der Verlierer des Tages war allerdings Andy Schleck, der in der Abfahrt weiter zurückfiel und über eine Minute in der Gesamtwertung auf Contador einbüßte.

## Punktewertung
| Zwischensprint in Veynes nach 117,5 km auf 852 m |             |                            |         |
| 1.                                               | Belgien     | Dries Devenyns (QST)       | 20 Pkt. |
| 2.                                               | Frankreich  | Jérémy Roy (FDJ)           | 17 Pkt. |
| 3.                                               | Deutschland | Tony Martin (THR)          | 15 Pkt. |
| 4.                                               | Norwegen    | Thor Hushovd (GRM)         | 13 Pkt. |
| 5.                                               | Kanada      | Ryder Hesjedal (GRM)       | 11 Pkt. |
| 6.                                               | Ukraine     | Andrij Hrywko (AST)        | 10 Pkt. |
| 7.                                               | Italien     | Marco Marcato (VCD)        | 9 Pkt.  |
| 8.                                               | Russland    | Michail Ignatjew (KAT)     | 8 Pkt.  |
| 9.                                               | Spanien     | Alan Pérez (EUS)           | 7 Pkt.  |
| 10.                                              | Norwegen    | Edvald Boasson Hagen (SKY) | 6 Pkt.  |
| 11.                                              | Frankreich  | Fabrice Jeandesboz (SAU)   | 5 Pkt.  |
| 12.                                              | Frankreich  | Samuel Dumoulin (COF)      | 4 Pkt.  |
| 13.                                              | Niederlande | Bauke Mollema (RAB)        | 3 Pkt.  |
| 14.                                              | Frankreich  | Blel Kadri (ALM)           | 2 Pkt.  |
| 15.                                              | Frankreich  | Sébastien Minard (ALM)     | 1 Pkt.  |

| Zielsprint in Gap nach 162,5 km auf 744 m |             |                            |         |
| 1.                                        | Norwegen    | Thor Hushovd (GRM)         | 30 Pkt. |
| 2.                                        | Norwegen    | Edvald Boasson Hagen (SKY) | 25 Pkt. |
| 3.                                        | Kanada      | Ryder Hesjedal (GRM)       | 20 Pkt. |
| 4.                                        | Deutschland | Tony Martin (THR)          | 19 Pkt. |
| 5.                                        | Russland    | Michail Ignatjew (KAT)     | 17 Pkt. |
| 6.                                        | Spanien     | Alan Pérez (EUS)           | 15 Pkt. |
| 7.                                        | Frankreich  | Jérémy Roy (FDJ)           | 13 Pkt. |
| 8.                                        | Italien     | Marco Marcato (VCD)        | 11 Pkt. |
| 9.                                        | Belgien     | Dries Devenyns (QST)       | 9 Pkt.  |
| 10.                                       | Ukraine     | Andrij Hrywko (AST)        | 7 Pkt.  |
| 11.                                       | Australien  | Cadel Evans (BMC)          | 6 Pkt.  |
| 12.                                       | Spanien     | Alberto Contador (SBS)     | 5 Pkt.  |
| 13.                                       | Spanien     | Samuel Sánchez (EUS)       | 4 Pkt.  |
| 14.                                       | Spanien     | José Joaquín Rojas (MOV)   | 3 Pkt.  |
| 15.                                       | Belgien     | Philippe Gilbert (OLO)     | 2 Pkt.  |